# Digonocryptus rufithorax
Digonocryptus rufithorax är en stekelart som först beskrevs av Taschenberg 1876.  Digonocryptus rufithorax ingår i släktet Digonocryptus och familjen brokparasitsteklar. Inga underarter finns listade i Catalogue of Life.